# Svjetsko prvenstvo u nogometu 2018. – grupa D
Svjetsko prvenstvo u nogometu 2018 – grupa D jedna je od osam grupa grupne faze natjecanja na Svjetskom prvenstvu 2018. u Rusiji. 
Natjecanja u grupi D odvijaju se od 16. do 26. lipnja 2018. godine. U grupi D nalaze se četiri reprezentacije: Hrvatska, Island, Argentina i Nigerija.

## Momčadi
| Poz. | Momčad    | Šešir | Konfederacija | Metoda kvalificiranja                 | Datum kvalificiranja | Broj sudjelovanja na SP | Posljednje sudjelovanje | Prijašnji najbolji rezultat       | Pozicija na FIFA ljestvici | Pozicija na FIFA ljestvici |
| Poz. | Momčad    | Šešir | Konfederacija | Metoda kvalificiranja                 | Datum kvalificiranja | Broj sudjelovanja na SP | Posljednje sudjelovanje | Prijašnji najbolji rezultat       | listopad 2017.             | lipanj 2018.               |
| ---- | --------- | ----- | ------------- | ------------------------------------- | -------------------- | ----------------------- | ----------------------- | --------------------------------- | -------------------------- | -------------------------- |
| D1   | Argentina | 1     | CONMEBOL      | 3. mjesto CONMEBOL kvalifikacija      | 10. listopada 2017.  | 17.                     | 2014.                   | Prvak 1978., 1986.                | 4.                         | 5.                         |
| D2   | Island    | 3     | UEFA          | Pobjednik UEFA kvalifikacija grupe I. | 9. listopada 2017.   | 1.                      | –                       | –                                 | 21.                        | 22.                        |
| D3   | Hrvatska  | 2     | UEFA          | Pobjednik dodatnih kvalifikacija      | 12. studenoga 2017.  | 5.                      | 2014.                   | Treće mjesto 1998.                | 18.                        | 20.                        |
| D4   | Nigerija  | 4     | CAF           | Pobjednik CAF kvalifikacija grupe B   | 7. listopada 2017.   | 6.                      | 2014.                   | Osmina finala 1994., 1998., 2014. | 41.                        | 48.                        |

## Utakmice
| Momčad    | Uta. | Pob. | Izj. | Por. | Po. | Pr. | Gr. | Bod. |
| --------- | ---- | ---- | ---- | ---- | --- | --- | --- | ---- |
| Hrvatska  | 3    | 3    | 0    | 0    | 7   | 1   | +6  | 9    |
| Argentina | 3    | 1    | 1    | 1    | 3   | 5   | -2  | 4    |
| Nigerija  | 3    | 1    | 0    | 2    | 3   | 4   | -1  | 3    |
| Island    | 3    | 0    | 1    | 2    | 2   | 5   | -3  | 1    |

| 16. lipnja 2018. 15:00 SEV |     |                 |                                                                        |
| Argentina                  | 1:1 | Island          | Otkrytie Arena, Moskva Broj gledatelja: 44.190 Sudac: Szymon Marciniak |
| Agüero 19'                 |     | Finnbogason 23' | Otkrytie Arena, Moskva Broj gledatelja: 44.190 Sudac: Szymon Marciniak |

| 16. lipnja 2018. 21:00 SEV       |     |          |                                                                                |
| Hrvatska                         | 2:0 | Nigerija | Stadion Kalinjingrad, Kalinjingrad Broj gledatelja: 31.136 Sudac: Sandro Ricci |
| Etebo 32' (ag) Modrić 71' (11 m) |     |          | Stadion Kalinjingrad, Kalinjingrad Broj gledatelja: 31.136 Sudac: Sandro Ricci |

| 21. lipnja 2018. 20:00 SEV |     |                                    |                                                                                         |
| Argentina                  | 0:3 | Hrvatska                           | Stadion Nižnji Novgorod, Nižnji Novgorod Broj gledatelja: 43.319 Sudac: Ravshan Irmatov |
|                            |     | Rebić 53' Modrić 80' Rakitić 90+1' | Stadion Nižnji Novgorod, Nižnji Novgorod Broj gledatelja: 43.319 Sudac: Ravshan Irmatov |

| 22. lipnja 2018. 17:00 SEV |     |        |                                                                          |
| Nigerija                   | 2:0 | Island | Volgograd Arena, Volgograd Broj gledatelja: 40.904 Sudac: Matthew Conger |
| Musa 49', 75'              |     |        | Volgograd Arena, Volgograd Broj gledatelja: 40.904 Sudac: Matthew Conger |

| 26. lipnja 2018. 20:00 SEV |     |                    |                                                                                    |
| Nigerija                   | 1:2 | Argentina          | Sankt-Peterburg Arena, Sankt-Peterburg Broj gledatelja: 64.468 Sudac: Cüneyt Çakır |
| Moses 51' (11 m)           |     | Messi 14' Rojo 87' | Sankt-Peterburg Arena, Sankt-Peterburg Broj gledatelja: 64.468 Sudac: Cüneyt Çakır |

| 26. lipnja 2018. 20:00 SEV |     |                        |                                                                                 |
| Island                     | 1:2 | Hrvatska               | Rostov Arena, Rostov na Donu Broj gledatelja: 43.472 Sudac: Antonio Mateu Lahoz |
| Sigurðsson 76' (11 m)      |     | Badelj 53' Perišić 90' | Rostov Arena, Rostov na Donu Broj gledatelja: 43.472 Sudac: Antonio Mateu Lahoz |